# Милош М. Богићевић
Милош Богићевић (Београд, 1876 — Берлин, јул 1938) био је српски правник и дипломата.

## Биографија
Отац му је био Милан Богићевић, а мајка Перка, кћерка Михаила Барловца.
Објавио више стручних радова из области јавног права, углавном у иностранству. Он је Нијемцима 1916, под неразјашњеним околностима, понудио сепаратни мир са Србијом . Убијен је у Берлину, под нејасним околностима, 1938. године. Делфа Иванић, чији је поочим био Мијаило Богићевић, је о њему записала да је био дугогодишњи дипломата и министар у Србији. Под разним утицајима, изашао је из равнотеже, газио је почев од 1915. у Нишу, Каиру и
Женеви, све дубље и дубље, док једнога дана није постао издајник своје Отаџбине, стављајући се свјесно у службу њених непријатеља. Радећи тако, он је најзад 1938. године завршио свој живот трагично, јер је пријеваром позван маја–јуна из Беча у Берлин, гдје је био убијен у тоалету једне берлинске кафане.
О њему је писао и Милош Црњански у својим Ембахадама. Личну повређеност је лијечио тако што је издао властиту земљу. Уочи балканских ратова одао је Нијемцима државну тајну, а након Првог свјетског рата писао је књиге у којима је одговорност за рат сваљивао на Србију, што је запрепстило Црњанског, који је о томе сазнао као аташе у Берлину (1928.-1929. године). Црњански је сматрао да га је страшна и безумна мржња, као главна црта наше унутрашње политике нагнала на то да пређе непријатељу.
Сахрањен на Новом гробљу у Београду.